# Osteostracis
Els osteostracis (Osteostraci, gr. "escuts ossis") són una classe extinta de peixos àgnats amb armadura òssia que van viure en el que avui és Amèrica del Nord, Europa i Rússia des del Silurià mitjà a Devonià superior.
Els osteostracis, especialment les espècies del Devonià, es troben entre les més avançades de tots els àgnats (peixos sense mandíbules). Això es deu al desenvolupament d'aletes parelles, i a la seva complicada anatomia cranial. No obstant això, els osteostracis estaven més relacionat amb altres àgnats que als gnatostomats (vertebrats amb mandíbules) perquè la seva orella interna està format per dos parells de canals semicirculars, similars als de les llampreses, en contraposició als tres parells propis dels gnatostomats.